# Giorgio Moser
Pour les articles homonymes, voir Moser.
Giorgio Moser (né le 9 octobre 1923 à Trente, dans le Trentin-Haut-Adige, en Italie - mort le 25 septembre 2004 à Rome) était un réalisateur et scénariste italien.

## Filmographie

### Réalisateur
- 1954 : Continent perdu (Continente perduto)
- 1955 : Les Amours de Capri (Un po' di cielo)
- 1956 : L'Empire du soleil : Voyage au Pérou (it) (L'impero del sole), coréalisé avec Enrico Gras et Mario Craveri
- 1963 : Violence secrète (it) (Violenza segreta)
- 1966 : Avventure di mare e di costa (feuilleton télévisé)
- 1973 : Vado a vedere il mondo capisco tutto e torno (it) (feuilleton télévisé)
- 1977 : A proposito di Francis Macomber (feuilleton télévisé)
- 1980 : Un reietto delle isole (it) (téléfilm)
- 1990 : Blue Dolphin - L'avventura continua (it)

### Scénariste
- 1949 : Les Pirates de Capri (I pirati di Capri) d'Edgar George Ulmer et Giuseppe Maria Scotese
- 1951 : Pour l'amour du ciel (È più facile che un cammello...) de Luigi Zampa
- 1967 : Dick Smart 2.007 (it) de Francesco Prosperi
- 1990 : Blue Dolphin - L'avventura continua (it) de lui-même